# Reale Federazione Spagnola del Nuoto
La Reale Federazione Spagnola del Nuoto (Real Federación Española de Natación in spagnolo, sigla RFEN) è l'organo di governo, organizzazione e controllo del nuoto e della pallanuoto in Spagna. La federazione è affiliata alla Federazione internazionale del nuoto e alla Lega Europea del Nuoto.

## Competenze
È compito della selezionare gli atleti che dovranno rappresentare la Spagna nelle varie competizioni sportive dei cinque sport sotto la gestione della federazione: nuoto di fondo, nuoto, nuoto sincronizzato, tuffi e pallanuoto.